# Shin’en Multimedia
Shin’en Multimedia ist ein deutsches Entwicklerstudio mit Sitz in München. Es wurde 1999 von ehemaligen Mitgliedern aus der Demoszene-Gruppe Abyss gegründet und ist ein offizieller Drittanbieter von Nintendo. Es entwickelt derzeit Videospiele für Nintendo Switch 2, Nintendo Switch, PlayStation 4 sowie Xbox Series X. In der Vergangenheit wurden bereits Videospiele für  Nintendo 3DS, Wii, Nintendo DS, Game Boy Advance und  Game Boy Color erstellt.
Shin’en war zudem verantwortlich für die Soundtracks aus über 200 Videospielen und entwickelte die GHX, GAX, DSX, und NAX (basierend auf GAX) Audio-Middleware für Handheld-Konsolen.

## Spiele
| Jahr     | Titel                                                       | Plattform                                                                                             | Publisher                          |
| -------- | ----------------------------------------------------------- | --- | ---------------------------------- |
| 2001     | Käpt’n Blaubärs verrückte Schatzsuche                       | Game Boy Color                                                                                        | Ravensburger                       |
| 2001     | Iridion 3D                                                  | Game Boy Advance                                                                                      | Majesco                            |
| 2002     | Die Biene Maja: Das große Abenteuer                         | Game Boy Advance                                                                                      | Acclaim Entertainment              |
| 2003     | Iridion II                                                  | Game Boy Advance                                                                                      | Majesco                            |
| 2005     | Die Biene Maja: Süßes Gold                                  | Game Boy Advance                                                                                      | Midway Games                       |
| 2005     | Nanostray                                                   | Nintendo DS                                                                                           | Majesco (NA), THQ (EU), Taito (JP) |
| 2006     | Miss Spider's Sunny Patch Friends: Harvest Time Hop and Fly | Nintendo DS                                                                                           | The Game Factory                   |
| 2007     | Garfield's Nightmare                                        | Nintendo DS                                                                                           | The Game Factory                   |
| 2007     | Pet Alien                                                   | Nintendo DS                                                                                           | The Game Factory                   |
| 2007     | Emily Erdbeer - Strawberry Shortcake                        | Nintendo DS                                                                                           | The Game Factory                   |
| 2008     | Nanostray 2                                                 | Nintendo DS                                                                                           | Majesco                            |
| 2008     | Zenses Rainforest - Entspannung für die Sinne               | Nintendo DS                                                                                           | The Game Factory                   |
| 2008     | Zenses Ocean - Entspannung für die Sinne                    | Nintendo DS                                                                                           | The Game Factory                   |
| 2008     | Fun! Fun! Minigolf Touch                                    | WiiWare                                                                                               | Eigenvertrieb                      |
| 2010     | Jett Rocket                                                 | WiiWare                                                                                               | Eigenvertrieb                      |
| 2010     | Art of Balance                                              | WiiWare                                                                                               | Eigenvertrieb                      |
| 2011     | FAST Racing League                                          | WiiWare                                                                                               | Eigenvertrieb                      |
| 2011     | Nano Assault a                                              | Nintendo 3DS                                                                                          | Majesco                            |
| 2012     | Fun! Fun! Minigolf TOUCH!                                   | Nintendo 3DS (Nintendo eShop)                                                                         | Eigenvertrieb                      |
| 2012     | Art of Balance TOUCH!                                       | Nintendo 3DS (Nintendo eShop)                                                                         | Eigenvertrieb                      |
| 2012     | Nano Assault NEO                                            | Wii U (Nintendo eShop)                                                                                | Eigenvertrieb                      |
| 2013     | Nano Assault EX                                             | Nintendo 3DS (Nintendo eShop)                                                                         | Eigenvertrieb                      |
| 2013     | Jett Rocket II – The Wrath of Taikai                        | Nintendo 3DS (Nintendo eShop)                                                                         | Eigenvertrieb                      |
| 2014     | Art of Balance                                              | Wii U (Nintendo eShop)                                                                                | Eigenvertrieb                      |
| 2014     | Nano Assault NEO-X                                          | PlayStation 4 (PlayStation Store)                                                                     | Eigenvertrieb                      |
| 2015     | Family Tennis SP                                            | Wii U (Nintendo eShop)                                                                                | Eigenvertrieb                      |
| 2015     | FAST Racing NEO                                             | Wii U (Nintendo eShop)                                                                                | Eigenvertrieb                      |
| 2016     | Art of Balance                                              | PlayStation 4 (PlayStation Store)                                                                     | Eigenvertrieb                      |
| 2017     | FAST RMX                                                    | Nintendo Switch (Nintendo eShop)                                                                      | Eigenvertrieb                      |
| 2018     | Art of Balance                                              | Nintendo Switch (Nintendo eShop)                                                                      | Eigenvertrieb                      |
| 2019     | The Touryst                                                 | Nintendo Switch Xbox One X/S Xbox Series X/S PC                                                       | Eigenvertrieb                      |
| 2022 /23 | The Punchuin                                                | Nintendo Switch (Nintendo eShop) PlayStation 4 (PlayStation Store), PlayStation 5 (PlayStation Store) | Eigenvertrieb                      |
| 2025     | Fast Fusion                                                 | Nintendo Switch 2                                                                                     | Eigenvertrieb                      |